# Condado de Fremont (Iowa)
O Condado de Fremont é um dos 99 condados do estado norte-americano de Iowa. A sede do condado é Sidney, e a sua maior cidade é Shenandoah. O condado tem uma área de 1338 km² (dos quais 15 km² estão cobertos por água), uma população de 7441 habitantes, e uma densidade populacional de 5,6 hab/km² (segundo o censo nacional de 2010). O condado foi fundado em 1847 e recebeu o seu nome em homenagem ao explorador e político John Charles Frémont (1813-1890).